# Tomasz Bederman
Tomasz Bederman (ur. w czwartej ćwierci XV w. w Poznaniu, zm. między 28 czerwca a 1 lipca 1531 tamże) – polski duchowny, kaznodzieja  i teolog, rektor Akademii Lubrańskiego, tłumacz twórczości Hezjoda i Arystotelesa.
Tomasz Bederman urodził się w zamożnej mieszczańskiej rodzinie. Ukończył szkołę farną i katedralną w Poznaniu i w 1498 rozpoczął studia na uniwersytecie w Lipsku, a następnie w 1500 przeniósł się do Krakowa, gdzie w tymże roku uzyskał bakalaureat. W końcu 1505 został promowany na magistra sztuk wyzwolonych. W latach 1505–1508 wykładał w Krakowie na Akademii Krakowskiej na wydziale filozoficznym, a w 1508 był seniorem Bursy Jerozolimskiej. Po święceniach kapłańskich pełnił funkcję penitencjarza katedralnego w Poznaniu, a dalsze studia z zakresu teologii podjął w Krakowie. Po wyjeździe z Krakowa w roku 1518 został kantorem poznańskiej kolegiaty św. Marii Magdaleny, a w 1519 uzyskał doktorat. Prawdopodobnie w końcu 1519, a przed 4 czerwca 1520 został profesorem teologii otwieranej właśnie Akademii Lubrańskiego. W 1523 został kanonikiem katedralnym instalowanym na Jankowie w parafii Kicin. W tymże roku zastąpił Jana ze Stobnicy na stanowisku rektora tej uczelni. W latach 1527 i 1530 był delegatem na synody prowincjonalne do Piotrkowa.